# Riccardo Giacconi
Riccardo Giacconi (Genova, 6. listopada 1931. — San Diego, California, 9. prosinca 2018.) bio je američki astronom talijanskog porijekla, pionir i jedan od začetnika rendgenske astronomije. Doktorirao (1954.) na Milanskom sveučilištu. Radio u istraživačkoj tvrtki American Science and Engineering (od 1959. do 1973.), u institutima Harvard-Smithsonian Center for Astrophysics (od 1973. do 1981.), Space Telescope Science Institute (od 1981. do 1993.) i Europski južni opservatorij (od 1993. do 1999.). Bavio se razvojem mjernih instrumenata za istraživanje rendgenskog zračenja iz svemira i istraživanjem toga zračenja. Pridonio pokretanju (1999.) svemirskoga rendgenskog teleskopa Chandra. Za prinos razvoju astrofizike koji je omogućio otkriće izvorâ kozmičkoga rendgenskog zračenja dobio Nobelovu nagradu za fiziku 2002. Te su godine nagrađeni i R. Davis ml. i Masatoshi Koshiba.

## Životopis
Studij fizike završava na Sveučilištu u Milanu doktoratom iz fizike elementarnih čestica. Do prelaska u privatnu kompaniju American Science and Engineering (ASE) 1959., kraće radi na sveučilištima u Milanu, Indiani i Princetonu. Godine 1949. tim istraživača s Naval research Laboratory predvođen Herbertom Friedmanom otkrio je slabu emisiju rendgenskih zraka iz Sunčeve korone. Na zarobljenim njemačkim raketama V2 iz Drugog svjetskog rata, oni su postavili male Geigerove brojače. Otkrivena emisija X-zraka bila je čak milijun puta manja od ukupne energije koju Sunce zrači u ostalim valnim duljinama! Zbog toga se je smatralo da će detekcija svemirskih izvora rendgenskog zračenja biti bezuspješna. Giacconi, koji je vodio malu grupu entuzijasta, na sreću, nije se previše obazirao što drugi misle. Traživši potporu kod NASA-e Giacconi je bio odbijen. Međutim, američki Air Force, imao je više sluha za astrofizičare: mala kompanija AS&E dobiva financijsku potporu za potragu X-zračenja Mjeseca.
Početak je bio težak. Prve dvije rakete AS&E rasprsnule su se prilikom lansiranja. Treći pokušaj, u lipnju 1962. bio je pun pogodak. Tijekom vrlo kratkog perioda opažanja, svega pet minuta je bilo na raspoloaganju, Geigerovi brojači stotinu puta osjetljiviji od bilo kojih upotrebljenih ranije, detektirali su jak izvor X-zraka u smjeru zvježđa Škorpiona, a pored toga i jednoličnu pozadinu rendgenskog zračenja. Ubrzo, otkriće Giacconija i suradnika potvrdila je Friedmanova grupa. Otvoreno je novo spektralno područje za istraživanje svemira. 

### Rendgenska astronomija
Zemljina atmosfera apsorbira većinu fotona elektromagnetskog zračenja propuštajući tok fotona do površine tek u dva prozora, vidljivi i radiovalni. Fotoni rendgenskog dijela spektra imaju valne duljine od 0,005 nm do 0,1 nm, dakle energije od 200 keV odnosno 0,1 keV. Tvrdo rendgensko zračenje prodire u atmosferi do visine od 25 km, dok je meko zaustavljeno već na 200 km. Zbog toga se istraživanja rendgenskog zračenja svemirskog porijekla mogu vršiti isključivo izvan ili tek u visokim slojevima Zemljine atmosfere. Pokusi s raketama omogućuju tek mjerenja u kratkom vremenu (prvi letovi Aerobee rakete koja su koristili Giacconi i suradnici trajali su svega desetak minuta dok je iskoristivo vrijeme bilo čak upola manje!).

### Satelit Uhuru
Zbog toga Giacconi nakon inicijalnog, neočekivanog uspjeha dobiva podršku pri NASA-i koja prihvaća njegov prijedlog, da se u orbitu oko Zemlje postavi satelit opremljen uređajima za detekciju rendgenskog zračenja. Dijelom to je bio svemirski pokus potpomognut talijanskom vladom. Satelit Uhuru, što na swahili jeziku znač i sloboda, uspješno je lansiran iz Kenije, godine 1970. Uspjeh satelita bio je iznad svih očekivanja. Zabilježeno je da je to jedan od najznačajnijih pokusa svih vremena, ne samo u astronomiji i fizici već svim prirodnim znanostima. Višestruko je povećan broj poznatih izvora rendgenskog zračenja, kojih je do 1970. bilo poznato svega 40. 
Ne treba zaboraviti da su 1967. radio astronomi otkrili pulsare, kompaktne neutronske zvijezde, što je bio daljnji veliki poticaj za razvoj rendgenske astronomije. Praćenjem pojedinih izvora pomoću Uhuru satelita otkriveno je da emisija X-zraka može biti, katkad, vrlo nagla i silovita, a da ima izvora s periodičnim promjena emisije. Mnogi su izvori prepoznati na snimkama zvjezdanog polja što je dalje omogućilo detaljna astrofizička istraživanja. Ubrzo je otkriveno da su u pravilu jaki izvori X-zraka dvojni sustavi zvijezda u kojima materija struji s (normalne) zvijezde na pratioca koji je kolabirajuća zvijezda, bijeli patuljak, neutronska zvijezda ili crna rupa. Naročito su jaki izvori oni kod kojih je kolapsar neutronska zvijezda ili crna rupa, jer je i potencijalna jama (gravitacijsko polje) mnogo dublja i materija se ubrzava do vrlo velikih brzina.

### Satelit Einstein
Uhuru je ipak imao jedan veliki nedostatak - a to je nemogućnost snimanja. Uređaji su omogućavali samo brojanje rendgenskih fotona, ali ne i njihova fokusiranja u sliku. Još ranije, Giacconi je s fizičarom Brunom Rossijem, predložio konstrukciju rendgenskog teleskopa. Rendgenske su zrake izuzetno prodorne, tako da se pod uobičajenim kutovima ne reflektiraju od metalnog zrcala, već prodiru u njega. Zbog toga ih je potrebno reflektirati pod vrlo malim kutom, tek toliko da okrznu metalnu površinu zrcala. Međutim, izrada zrcala za rendgenski teleskop, vrlo je zahtjevna. Zahvaljujući divovskom uspjehu Uhuru satelita, NASA prihvaća sljedeći Giacconijev projekt, izgradnju prvog rendgenskog teleskopa koji bi bio postavljen u orbitu oko Zemlje. S velikom financijskom potporom NASA-e osnovan je pri harvardskom sveučilištu poseban odjel u koji prelazi Giacconi sa svojim suradnicima - sada ih je već preko dvije stotine, od čega polovicu čine astronomi. To je zabilježeno kao najveći znanstveni prijelaz u povijesti američke znanosti. S poznatim menadžerskim sposobnostima, Giacconi i taj projekt dovodi do uspjeha. Rendgenski teleskop na satelitu Einstein omogućuje dobivanje prvih slika neba velike rezolucije i precizne položaje tisuće rendgenskih objekata; bijelih patuljaka, neutronskih zvijezda, crnih rupa, međuzvjezdanih udarnih valova nastalih eksplozijama supernova, jezgrama galaksija, i vrućim plinom koji ispunjava prostor među galaksijama.

### Chandra opservatorij rendgenskih zraka
Izbor Riccarda Giacconija za direktora Hubble Space Telescope Science Institute pri Sveučilištu Johns Hopkins u Baltimoru, iz kojeg se upravlja sa svemirskim teleskopom Hubble (HST), bilo je potpuno očekivano i prirodno. Novi izazov Giacconi prihvaća izborom za generalnog direktora Europskog južnog opservatorija sa sjedištem u Garchingu kraj Münchena i opservatorijima u čileanskim Andama, planinama La Silla i Paranal. Giacconijevim dolaskom započela je realizacija sigurno najvećeg projekta u astrofizici – postavljanje četiri 8-m teleskopa na Paranlu kraj Aftonagaste (Vrlo veliki teleskop), te njihovo povezivanje u interferometar, poznate pod nazivom VLT i VLTI (dugobazična interferometrija). Kada je Giacconi 1998. otišao na novu rukovodeću funkciju predsjednika Associate Universities u SAD-u, europski su astrofizičari započeli opažanja na najmoćnijim strojevima u svijetu. Sudjelovao je i na Chandra opservatoriju rendgenskih zraka, koji je lansiran 23. srpnja 1999., a to je najsloženiji opservatorij rendgenskih zraka do sada izgrađen, a radi i danas. Dobitnik je mnogih prestižnih nagrada i priznanja.

## Vanjske poveznice
- Životopis na stranici phys-astro.sonoma.edu  Arhivirana inačica izvorne stranice od 11. srpnja 2007. (Wayback Machine)